# Comment réussir quand on est con et pleurnichard
Pour plus de détails, voir Fiche technique et Distribution.
Comment réussir quand on est con et pleurnichard est un film français réalisé par Michel Audiard, sorti en 1974.

## Synopsis
Antoine Robinaud, voyageur de commerce, possède une technique imparable pour vendre ses bouteilles de vermouth frelaté : il apitoie les âmes sensibles en se lamentant sur les malheurs du monde en général, et sur les siens en particulier, s'inventant des maladies imaginaires et enterrant sa mère à chaque nouvelle vente. Il agrémente à l'occasion ses palinodies d'une poésie mélodramatique de son cru. Sa stratégie se révèle particulièrement efficace auprès des dames : de la maîtresse suicidaire d'un directeur de palace à la riche épouse de ce dernier, en passant par une jolie strip-teaseuse fréquentant un philosophe, mais attirée par les minables, on assiste à un chassé-croisé amoureux entre les six personnages. Antoine Robinaud, moins bête qu'il n'y paraît, mène le tout de main de maître, chacune de ses conquêtes lui faisant gravir une marche dans l'échelle sociale…

Principaux rôles
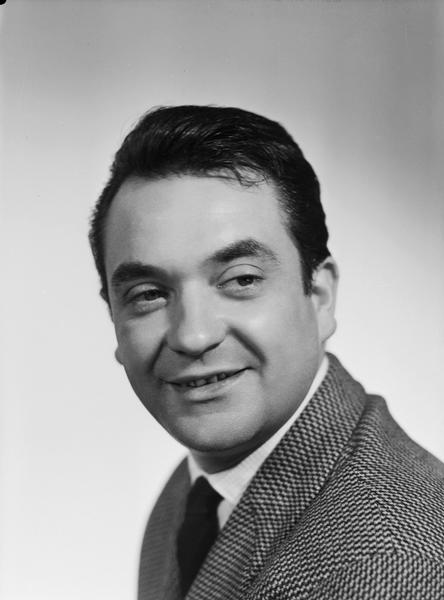
Jean Carmet (Antoine Robinaud)
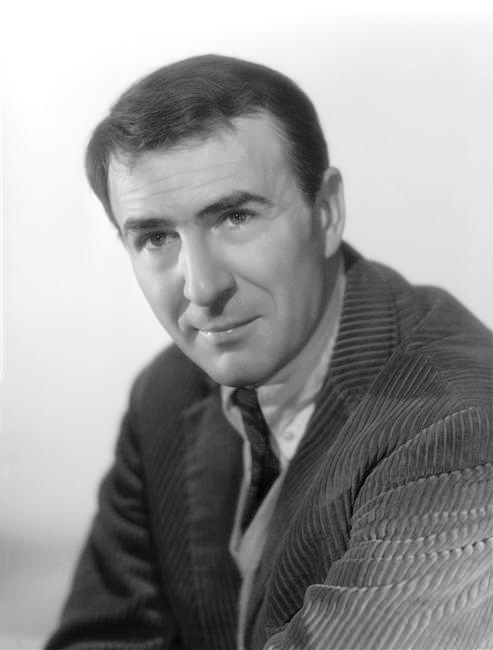
Jean-Pierre Marielle (Gérard Malempin)
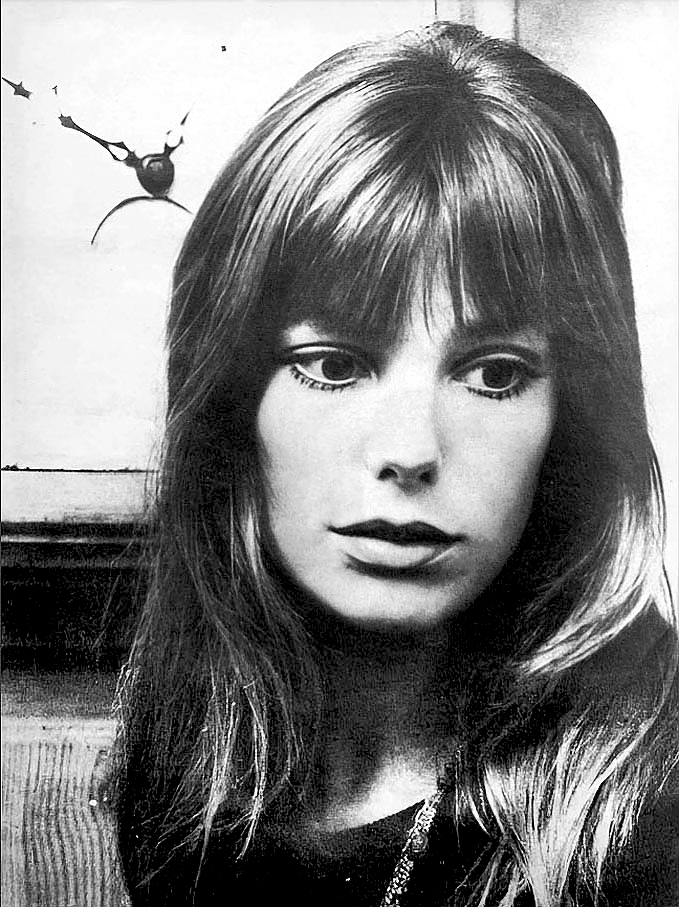
Jane Birkin (Jane)
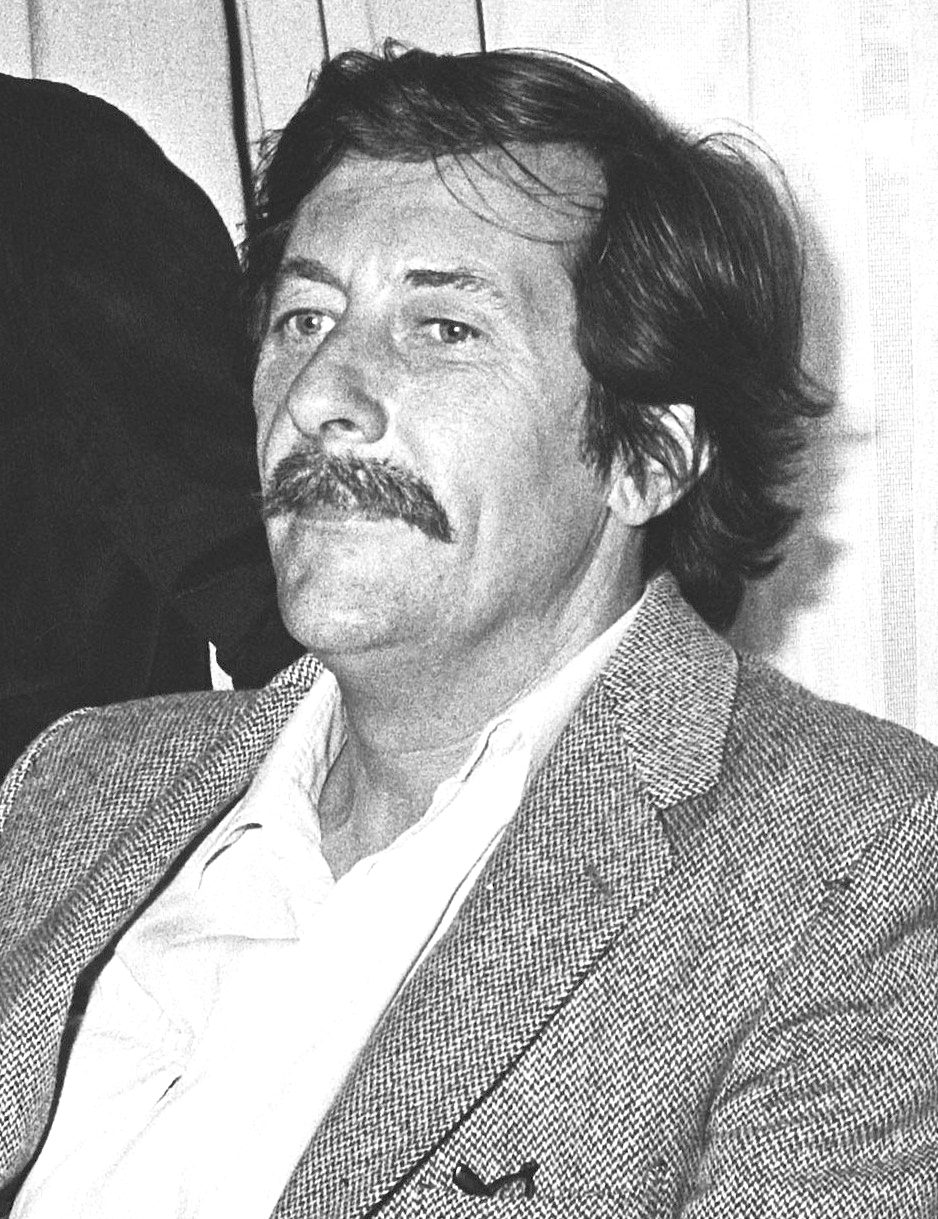
Jean Rochefort (Foisnard)
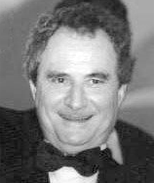
Daniel Prévost (Carducci)
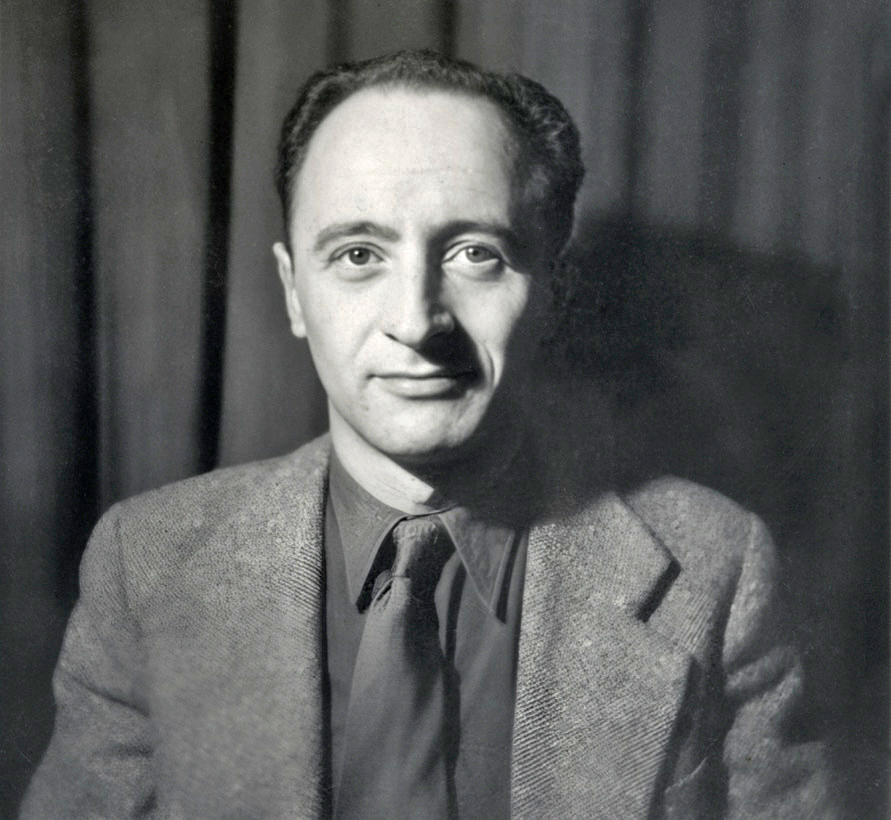
Michel Audiard (un infirmier)

## Autour du film
Comment réussir quand on est con et pleurnichard est en théorie l'adaptation d'un roman policier de Fred Kassak, intitulé Voulez-vous tuer avec moi ? Cependant, Kassak a toujours nié qu'il y ait un rapport entre le film d'Audiard et son roman. Il a expliqué dans une interview accordée à Emmanuel Legeard qu'Audiard avait fait de son roman une « terre brûlée », et qu'il « n'en restait tellement rien qu'il avait trouvé bien honnête de la part de Gaumont d’en avoir payé l’adaptation ».
Les scènes d'hôtel sont tournées à l'hôtel PLM Saint-Jacques, aujourd'hui Marriott Rive Gauche Hotel. Le tournage chez les Malempin se déroule dans le manoir de Beaumoulin et le long du canal du Loing, sur la commune de Souppes-sur-Loing. On entend régulièrement dans le film l'Adagio d'Albinoni.
Michel Audiard fait un caméo vers la 52e minute : il joue l'infirmier qui pousse le brancard de Robinaud (Jean Carmet) à l'hôpital.
Le poème sur Malvina récité lors du Top à Charles Baudelaire est un détournement du poème À une courtisane, un temps attribué à Baudelaire mais en réalité un pastiche signé de l'écrivain Pascal Pia,.

## Fiche technique
- Titre : Comment réussir quand on est con et pleurnichard
- Réalisation : Michel Audiard
- Scénario : Michel Audiard et Jean-Marie Poiré, d'après une idée de Fred Kassak
- Dialogues : Michel Audiard
- Producteurs : Pierre Braunberger, Alain Poiré
- Musique : Eddie Vartan
- Son : André Louis
- Photographie : Maurice Fellous
- Caméra : Yves Rodallec
- Montage : Monique Isnardon, Robert Isnardon
- Pays de production:  France
- Genre : comédie
- Durée : 90 minutes
- Date de sortie : 19 juin 1974

## Distribution
- Jean Carmet : Antoine Robinaud
- Jean-Pierre Marielle : Gérard Malempin
- Stéphane Audran : Cécile Malempin
- Jane Birkin : Jane
- Évelyne Buyle : Marie-Josée Mulot
- Jean Rochefort : Foisnard
- Daniel Prévost : Carducci
- Jeanne Herviale : la mère Robinaud
- Minka : « La Revêche », infirmière
- Robert Dalban : Léonce
- Jacqueline Doyen : Mme Léonce
- Jean-Claude Dreyfus : le transformiste du cabaret
- Ginette Garcin : l'infirmière-chef
- Laurence Badie : la préposée de l'hôtel PLM
- Jacques Canselier : le surveillant TV PLM
- Paul Bisciglia : le chasseur PLM
- Bernard Dumaine : le réceptionniste PLM
- Gilbert Servien : l'employé PLM
- Anne Fleurange : l'employée PLM
- Féodor Atkine : le mime du cabaret
- Carlo Nell : le client du café Léonce
- Manu Pluton : le noir du spectacle au cabaret
- Rudy Lenoir : le client allemand PLM
- Quyn N'Go Du : le chauffeur de Malempin
- Sébastien Floche : Marcel
- Jacqueline Fontaine : la femme de Marcel
- Ermanno Casanova
- Hélène Laporte
- John Arkan
- Bernard Massol
- Gérard Streiff : cascadeur.
- Michel Audiard : un infirmier